# Llista de rellotges de sol del Baix Camp
Llista de rellotges de sol instal·lats de forma permanent en espais públics de la comarca del Baix Camp.

## Les Borges del Camp
| Nom                        | Descripció | Localització                            | Coordenades                                          | Fitxa | Imatge                                                          |
| -------------------------- | ---------- | --------------------------------------- | ---------------------------------------------------- | ----- | --------------------------------------------------------------- |
| Mas Potau o Mas d'en Comte |            | Les Borges del Camp Ctra. C-242 km 63,2 | 41° 11′ 12″ N, 1° 00′ 12″ E / 41.186635°N,1.003285°E | fitxa | Mas Potau (Alforja) · Vegeu més fotos · Carregueu una nova foto |

## Cambrils
| Nom                         | Descripció | Localització                                   | Coordenades                                          | Fitxa | Imatge                                                                |
| --------------------------- | ---------- | ---------------------------------------------- | ---------------------------------------------------- | ----- | --------------------------------------------------------------------- |
| Antic quarter Guàrida Civil |            | Cambrils Ctra. de Montbrió del Camp, Parc Samà |                                                      | fitxa | Carregueu una nova foto                                               |
| Carrer Consolat de Mar, 52  |            | Cambrils C. Consolat de Mar, 52                | 41° 03′ 57″ N, 1° 03′ 42″ E / 41.065739°N,1.061567°E | fitxa | Carregueu una nova foto                                               |
| Mas d'en Bosch              |            | Cambrils Vilafortuny                           | 41° 05′ 10″ N, 1° 05′ 55″ E / 41.086150°N,1.098517°E | fitxa | Mas d'en Bosch (Cambrils) · Vegeu més fotos · Carregueu una nova foto |

## Castellvell del Camp
| Nom                  | Descripció                                         | Localització                                | Coordenades                                          | Fitxa | Imatge                  |
| -------------------- | -------------------------------------------------- | ------------------------------------------- | ---------------------------------------------------- | ----- | ----------------------- |
| Ermita de Santa Anna |                                                    | Castellvell del Camp                        | 41° 10′ 56″ N, 1° 05′ 42″ E / 41.182283°N,1.094917°E | fitxa | Carregueu una nova foto |
| La Font del Rei      | Inscripció: Jo sense sol i tu sense fe no valem rè | Castellvell del Camp Ctra. TV-7048 km 0,200 | 41° 10′ 53″ N, 1° 05′ 56″ E / 41.181417°N,1.099000°E | fitxa | Carregueu una nova foto |

## Maspujols
| Nom                     | Descripció | Localització                | Coordenades                                          | Fitxa | Imatge                  |
| ----------------------- | ---------- | --------------------------- | ---------------------------------------------------- | ----- | ----------------------- |
| Església de Santa Maria |            | Maspujols Pl. de l'Església | 41° 10′ 55″ N, 1° 02′ 41″ E / 41.181976°N,1.044780°E | fitxa | Carregueu una nova foto |

## Montbrió del Camp
| Nom                             | Descripció                                                            | Localització                                         | Coordenades                                          | Fitxa | Imatge                                                                                          |
| ------------------------------- | --------------------------------------------------------------------- | ---------------------------------------------------- | ---------------------------------------------------- | ----- | ----------------------------------------------------------------------------------------------- |
| Casa de la Vila                 |                                                                       | Montbrió del Camp Pl. de la Vila, 1                  | 41° 07′ 15″ N, 1° 00′ 12″ E / 41.120774°N,1.003428°E | fitxa | Casa de la Vila (Montbrió del Camp) · Vegeu més fotos · Carregueu una nova foto                 |
| Església de Sant Pere           | Inscripció: Año 1865                                                  | Montbrió del Camp C. Nou - c. Corredor de l'Església | 41° 07′ 12″ N, 1° 00′ 13″ E / 41.119999°N,1.003513°E | fitxa | Església de Sant Pere (Montbrió del Camp) · Vegeu més fotos · Carregueu una nova foto           |
| Hotel Termes Montbrió           | Inscripció: Ni tu ni jo tindríem corda si no fos Déu que se'n recorda | Montbrió del Camp C. Nou, 38, cobert del porxo       | 41° 07′ 08″ N, 1° 00′ 13″ E / 41.118785°N,1.003706°E | fitxa | Hotel Termes Montbrió (Montbrió del Camp) · Vegeu més fotos · Carregueu una nova foto           |
| Plaça de la Vila, 6             | Inscripció: Mentre el Sol em tocarà, sabràs l'Hora que serà           | Montbrió del Camp Pl. de la Vila, 6                  | 41° 07′ 13″ N, 1° 00′ 13″ E / 41.1202°N,1.0036°E     | fitxa | Carregueu una nova foto                                                                         |
| Capella de Sant Antoni de Pàdua |                                                                       | Montbrió del Camp Pl. de Sant Antoni, 1              | 41° 07′ 20″ N, 0° 59′ 59″ E / 41.122349°N,0.999752°E |       | Capella de Sant Antoni de Pàdua (Montbrió del Camp) · Vegeu més fotos · Carregueu una nova foto |
| Mas de l'Hereu                  |                                                                       | Montbrió del Camp                                    | 41° 06′ 28″ N, 0° 58′ 54″ E / 41.10779°N,0.98157°E   |       | Mas de l'Hereu (Montbrió del Camp) · Vegeu més fotos · Carregueu una nova foto                  |

## Mont-roig del Camp
| Nom                                 | Descripció                                          | Localització                                         | Coordenades                                          | Fitxa | Imatge                                                                                               |
| ----------------------------------- | --------------------------------------------------- | ---------------------------------------------------- | ---------------------------------------------------- | ----- | --- |
| Campanar de l'Església Vella        |                                                     | Mont-roig del Camp Pl. de Joan Miró                  | 41° 05′ 16″ N, 0° 57′ 33″ E / 41.087740°N,0.959046°E | fitxa | Campanar de l'Església Vella (Mont-roig del Camp) · Vegeu més fotos · Carregueu una nova foto        |
| Ermita de la Mare de Déu de la Roca |                                                     | Mont-roig del Camp La Roca                           | 41° 05′ 41″ N, 0° 56′ 16″ E / 41.09466°N,0.93771°E   | fitxa | Ermita de la Mare de Déu de la Roca (Mont-roig del Camp) · Vegeu més fotos · Carregueu una nova foto |
| Ca l'Amat                           | Dos rellotges, oest i sud                           | Mont-roig del Camp Les Pobles                        | 41° 03′ 22″ N, 1° 00′ 12″ E / 41.056200°N,1.003217°E | fitxa | Carregueu una nova foto                                                                              |
| Can Martí                           |                                                     | Mont-roig del Camp Ctra. N-340 km 1139, les Pobles   | 41° 03′ 15″ N, 1° 00′ 18″ E / 41.054033°N,1.005050°E | fitxa | Carregueu una nova foto                                                                              |
| Casa del Rellotge                   | Inscripció: Any MDCXIV                              | Mont-roig del Camp Ctra. N-340 km 1138,5, les Pobles | 41° 03′ 11″ N, 1° 00′ 14″ E / 41.053050°N,1.003950°E | fitxa | Carregueu una nova foto                                                                              |
| Mas del Mandoli                     | Inscripció: Depressa les hores passen. Aprofita-les | Mont-roig del Camp Les Pobles                        | 41° 03′ 29″ N, 1° 00′ 21″ E / 41.058083°N,1.005900°E | fitxa | Carregueu una nova foto                                                                              |
| Mas de Romeu                        |                                                     | Mont-roig del Camp Les Pobles                        | 41° 03′ 28″ N, 0° 59′ 55″ E / 41.057683°N,0.998500°E | fitxa | Carregueu una nova foto                                                                              |

## Reus
| Nom                                              | Descripció | Localització                                          | Coordenades                                          | Fitxa | Imatge                                                                                              |
| ------------------------------------------------ | --- | ----------------------------------------------------- | ---------------------------------------------------- | ----- | --------------------------------------------------------------------------------------------------- |
| Finca Marquès de Samà                            | Dos rellotges | Reus Autovia de Bellisens                             |                                                      | fitxa | Carregueu una nova foto                                                                             |
| Sanatori Psiquiàtric de Villablanca              | Inscripció: Del sol ardent fidel enamorat aborreixo les boires tenebroses del pas de l'hom devès l'eternitat, marco només les hores lluminoses | Reus Ctra. Bellissens T-315, km 4                     | 41° 07′ 41″ N, 1° 09′ 02″ E / 41.127990°N,1.150632°E | fitxa | Sanatori Psiquiàtric de Villablanca (Reus) · Vegeu més fotos · Carregueu una nova foto              |
| Rotonda avinguda Bellissens i carrer Carles Riba | Monumental | Reus Av. Bellissens - c. Carles Riba - c. del Treball | 41° 09′ 00″ N, 1° 06′ 54″ E / 41.150°N,1.115°E       | fitxa | Rotonda avinguda Bellissens i carrer Carles Riba (Reus) · Vegeu més fotos · Carregueu una nova foto |

## Riudecanyes
| Nom                         | Descripció | Localització                               | Coordenades                                          | Fitxa | Imatge                                                              |
| --------------------------- | ---------- | ------------------------------------------ | ---------------------------------------------------- | ----- | ------------------------------------------------------------------- |
| Rellotge al costat del pont |            | Riudecanyes En una casa al costat del pont | 41° 07′ 51″ N, 0° 57′ 52″ E / 41.130882°N,0.964537°E |       | Rellotge al costat del pont (Riudecanyes) · Carregueu una nova foto |

## Riudecols
| Nom                         | Descripció | Localització                                                            | Coordenades | Fitxa | Imatge                  |
| --------------------------- | ---------- | ----------------------------------------------------------------------- | ----------- | ----- | ----------------------- |
| Carretera de Porrera a Reus |            | Riudecols Ctra. de Porrera a Reus, junt a l'encreuement amb les Voltes  |             | fitxa | Carregueu una nova foto |
| Mas d'en Perdiu             |            | Riudecols Ctra. de Reus a Falset N-420, junt encreuament amb les Voltes |             | fitxa | Carregueu una nova foto |
| Restaurant l'Avellaner      |            | Riudecols C. d'Enmig                                                    |             | fitxa | Carregueu una nova foto |

## Riudoms
| Nom                      | Descripció       | Localització                             | Coordenades                                          | Fitxa | Imatge                                                            |
| ------------------------ | ---------------- | ---------------------------------------- | ---------------------------------------------------- | ----- | ----------------------------------------------------------------- |
| La Soleiada              |                  | Riudoms Av. Josep M. Sentís i Simeon, 22 | 41° 08′ 32″ N, 1° 02′ 56″ E / 41.142247°N,1.048873°E | fitxa | La Soleiada (Riudoms) · Vegeu més fotos · Carregueu una nova foto |
| Els Hostalets (sud-oest) |                  | Riudoms Ctra. de Montbrió, casa AL60     | 41° 08′ 09″ N, 1° 02′ 34″ E / 41.135816°N,1.042898°E | fitxa | Carregueu una nova foto                                           |
| Els Hostalets (sud-est)  | Inscripció: 1817 | Riudoms Ctra. de Montbrió, casa AL60     | 41° 08′ 09″ N, 1° 02′ 35″ E / 41.135877°N,1.042964°E | fitxa | Carregueu una nova foto                                           |

## La Selva del Camp
| Nom                                     | Descripció                                                                                | Localització                                                  | Coordenades                                           | Fitxa | Imatge                                                                                                  |
| --------------------------------------- | ----------------------------------------------------------------------------------------- | ------------------------------------------------------------- | ----------------------------------------------------- | ----- | --- |
| Plaça Rodona                            | Monumental. Inscripció: Oh Déu el vostre univers és tant immens i la meva hora tant curta | La Selva del Camp Av. de la Fraternitat - av. de la Llibertat | 41° 12′ 38″ N, 1° 08′ 25″ E / 41.210556°N,1.140278°E  | fitxa | Plaça Rodona (la Selva del Camp) · Vegeu més fotos · Carregueu una nova foto                            |
| Mas Passamaner                          | Emmarcat en un angle                                                                      | La Selva del Camp Camí de la Serra                            | 41° 11′ 11″ N, 1° 09′ 35″ E / 41.186520°N,1.159768°E  | fitxa | Carregueu una nova foto                                                                                 |
| Placeta de Sant Andreu, 7               |                                                                                           | La Selva del Camp Placeta de Sant Andreu, 7                   | 41° 12′ 59″ N, 1° 08′ 11″ E / 41.216338°N,1.136424°E  | fitxa | Carregueu una nova foto                                                                                 |
| Santuari de Santa Maria de Paretdelgada |                                                                                           | La Selva del Camp Ctra. TV-7223, km 2                         | 41° 12′ 49″ N, 1° 10′ 31″ E / 41.213717°N,1.175171°E  | fitxa | Santuari de Santa Maria de Paretdelgada (la Selva del Camp) · Vegeu més fotos · Carregueu una nova foto |
| Església de Sant Andreu                 | Inscripció: Dies mei sicut umbra declinaverunt                                            | La Selva del Camp C. de l'Abadia                              | 41° 12′ 56″ N, 1° 08′ 11″ E / 41.215549°N,1.1364578°E | fitxa | Església de Sant Andreu (la Selva del Camp) · Vegeu més fotos · Carregueu una nova foto                 |

## Vilanova d'Escornalbou
| Nom                            | Descripció               | Localització                    | Coordenades                                          | Fitxa | Imatge                                                                                              |
| ------------------------------ | ------------------------ | ------------------------------- | ---------------------------------------------------- | ----- | --------------------------------------------------------------------------------------------------- |
| Església de Sant Joan Baptista | Inscripció: Tempus fugit | Vilanova d'Escornalbou C. Major | 41° 06′ 47″ N, 0° 56′ 16″ E / 41.113132°N,0.937667°E | fitxa | Església de Sant Joan Bautista (Vilanova d'Escornalbou) · Vegeu més fotos · Carregueu una nova foto |